# Елскоп
Елскоп (њем. Elskop) општина је у њемачкој савезној држави Шлезвиг-Холштајн. Једно је од 112 општинских средишта округа Штајнбург. Према процјени из 2010. у општини је живјело 153 становника. Посједује регионалну шифру (AGS) 1061026.

## Географски и демографски подаци
Елскоп се налази у савезној држави Шлезвиг-Холштајн у округу Штајнбург. Општина се налази на надморској висини од 3 метра. Површина општине износи 7,3 km². У самом мјесту је, према процјени из 2010. године, живјело 153 становника. Просјечна густина становништва износи 21 становник/km².